# Správní řízení
Správní řízení (též správní proces) je postup správního orgánu, jehož účelem je vydání rozhodnutí, jímž se v určité věci zakládají, mění nebo ruší práva anebo povinnosti jmenovitě určené osoby nebo jímž se v určité věci prohlašuje, že taková osoba práva nebo povinnosti má anebo nemá. Do správního řízení v širším slova smyslu je též zahrnován postup směřující k exekuci (nuceném výkonu) správního rozhodnutí, postup směřující k vydání vyjádření, osvědčení nebo sdělení, postup k uzavření veřejnoprávních smluv a postup směřující k vydání opatření obecné povahy.
Správní řízení upravuje v ČR zejména správní řád (zákon č. 500/2004 Sb.), který stanoví obecný postup ve správním řízení a kterého se užije, nestanoví-li jiné zákony postup zvláštní.
Rámcové požadavky na právní úpravy správního řízení v členských státech Rady Evropy stanovuje Rezoluce Výboru ministrů Rady Evropy č. (77) 31, o ochraně jednotlivce ve vztahu ke správním aktům.

## Zásady správního řízení
Základní pravidla správního řízení se promítají do dalších ustanovení správního řádu a jsou důležitá pro jejich výklad, uplatňují se též samostatně a bezprostředně a tak regulují chování subjektů správního řízení, zejména správních úřadů.
Základní pravidla:
1. zásada legality – porušení zákona má za následek přezkoumání nezákonného rozhodnutí, příp. nahrazení škody
2. zásada správnosti – správní orgán je povinen použít nejvhodnějších prostředků, které vedou k správnímu vyřízení věci
3. zásada ochrany veřejného a jiného obecného zájmu – správní orgány jsou povinny vyžadovat plnění povinností od osob, které jsou účastníky správního řízení nebo kterým byly tyto povinnosti uloženy (za neplnění může uložit pořádkovou pokutu)
4. zásada ochrany práv a zájmů adresátů veřejné správy – správní orgány jsou povinny chránit práva a právem chráněné zájmy fyzických i právnických osob
5. zásada přednosti smírného řešení – správní orgán se vždy, pokud to připouští povaha věci, pokusí o smírné vyřízení
6. zásada součinnosti správních orgánů s účastníky řízení – i mimo rámec konkrétního řízení je povinností správního orgánu poučit potenciální účastníky o právních předpisech, aby při neznalosti právních předpisů neutrpěli újmu
7. zásada rychlosti a hospodárnosti – zbytečné průtahy v řízení či zbytečné zatěžování účastníků lze kvalifikovat jako nesprávný úřední postup
8. zásada materiální pravdy – rozhodnutí správního orgánu vychází ze spolehlivě zjištěného stavu věci, správní orgán není vázán návrhy účastníků, příp. jejich shodným tvrzením
9. zásada přesvědčivosti rozhodnutí – že rozhodnutí musí být srozumitelně a jednoznačně odůvodněno
10. zásada rovnosti účastníků řízení – v řízení, kde vystupuje více účastníků, mají všichni rovná procesní práva a povinnosti

Všechny tyto zásady musí být v rovnováze a uplatňovány současně, s hledáním optimálního řešení.

## Stadia správního řízení
1. Zahájení správního řízení – na žádost nebo z úřední povinnosti (ex officio)
2. Shromažďování podkladů pro vydání rozhodnutí (např. výpověď svědka)
3. Zajištění přítomnosti určitých osob (předvolání, předvedení)
4. Vydání rozhodnutí
5. Řízení přezkumné
6. Řízení vykonávací